# Tsutomu Yamazaki
Tsutomu Yamazaki (山崎 努 Yamazaki Tsutomu?, n. 2 decembrie 1936, Matsudo⁠(d), Prefectura Chiba, Japonia) este un actor japonez. A câștigat premiul Panglica Albastră pentru cel mai bun actor în 1984 pentru filmele The Funeral and Farewell to the Ark. Yamazaki este cunoscut pentru rolul său din serialele jidaigeki de televiziune Hissatsu Shiokinin și Shin Hissatsu Shiokinin.

## Carieră
Yamazaki s-a alăturat companiei teatrale Bungakuza în 1959. A debutat în cinematografie cu un rol în filmul Daigaku no sanzôkutachi (1960) al lui Kihachi Okamoto și apoi a apărut în câteva filme ale lui Shiro Toyoda și în filmul Musume to watashi al lui Hiromichi Horikawa, fostul asistent al lui Kurosawa. În 1963 a jucat rolul răpitorului Takeuchi în filmul High and Low al lui Akira Kurosawa. Hotărârea lui Kurosawa de a-l distribui în acest rol pe tânărul și timidul Yamazaki a avut loc, după cum presupune Stuart Galbraith IV, la sugestia lui Horikawa. Vizionând filmul la 30 de ani de la lansare, Yamazaki s-a declarat nemulțumit de interpretarea sa și a susținut că era prea tensionat și că mișcările sale nu erau naturale.
Tsutomu Yamazaki a mai apărut în alte două filme ale lui Kurosawa: a jucat rolul unui pacient grav bolnav în următorul film al regizorului, Barbă Roșie (1965), și apoi, cincisprezece ani mai târziu, rolul lui Nobukado Takeda, fratele lui Shingen, în Kagemusha (1980). Rolurile din High and Low și Barbă Roșie au dovedit marele talent actoricesc al lui Yamazaki.
În 1973 actorul a apărut în serialul jidaigeki de televiziune Hissatsu Shiokinin și a interpretat același rol în serialul Shin Hissatsu Shiokinin din 1977. A jucat, de asemenea, în filmele regizorului Juzo Itami, interpretând rolul unui camionagiu care seamănă cu John Wayne în Tampopo (1985), precum și în rolul principal în filmul The Ramen Girl (2008) cu Brittany Murphy.
A interpretat un rol secundar substanțial în filmul Departures al lui Yōjirō Takita, film distins cu Premiul Oscar pentru cel mai bun film străin.

## Filmografie

### Filme de cinema
| An   | Titlu                                                   | Rol                     | Regizor               | Observații             |  |
| ---- | ------------------------------------------------------- | ----------------------- | --------------------- | ---------------------- |  |
| 1963 | High and Low                                            | Ginjirō Takeuchi        | Akira Kurosawa        |                        |  |
| 1963 | A Woman's Story                                         | Kohei Shimizu           | Mikio Naruse          |                        |  |
| 1965 | Barbă Roșie                                             | rotarul Sahachi         | Akira Kurosawa        |                        |  |
| 1969 | Tora-san's Cherished Mother                             |                         | Yoji Yamada           |                        |  |
| 1970 | Fuji sanchō                                             |                         | Tetsutaro Murano      |                        |  |
| 1975 | New Battles Without Honor and Humanity: The Boss's Head | Tetsuya Kusunoki        | Kinji Fukasaku        |                        |  |
| 1979 | Yashagaike                                              |                         | Masahiro Shinoda      |                        |  |
| 1979 | Aftermath of Battles Without Honor and Humanity         | Shingo Takagi           | Eiichi Kudo           |                        |  |
| 1980 | Kagemusha                                               | Takeda Nobukado         | Akira Kurosawa        |                        |  |
| 1982 | Dotonbori River                                         |                         | Kinji Fukasaku        |                        |  |
| 1984 | The Funeral                                             |                         | Juzo Itami            | rol principal          |  |
| 1985 | Farewell to the Ark                                     |                         | Shūji Terayama        | rol principal          |  |
| 1985 | Tampopo                                                 | Gorō                    | Juzo Itami            | rol principal          |  |
| 1987 | A Taxing Woman                                          | Hideki Gondō            | Juzo Itami            |                        |  |
| 1989 | Rikyu                                                   | Toyotomi Hideyoshi      | Hiroshi Teshigahara   |                        |  |
| 1993 | We Are Not Alone                                        |                         | Yōjirō Takita         |                        |  |
| 1993 | Samurai Kids                                            |                         | Nobuhiko Obayashi     | rol principal          |  |
| 1998 | Wait and See                                            |                         | Shinji Sōmai          |                        |  |
| 2001 | The Guys from Paradise                                  | Katsuaki Yoshida        | Takashi Miike         |                        |  |
| 2001 | Go                                                      | Hideyoshi               | Isao Yukisada         |                        |  |
| 2002 | Doing Time                                              |                         | Yoichi Sai            | rol principal          |  |
| 2002 | Copycat Killer                                          |                         | Yoshimitsu Morita     |                        |  |
| 2003 | The Thirteen Steps                                      |                         | Masahiko Nagasawa     |                        |  |
| 2004 | Crying Out Love in the Center of the World              |                         | Isao Yukisada         |                        |  |
| 2004 | Shinibana                                               |                         | Isshin Inudo          | rol principal          |  |
| 2005 | What the Snow Brings                                    |                         | Kichitaro Negishi     |                        |  |
| 2006 | Kurosagi                                                |                         | Yasuharu Ishii        |                        |  |
| 2006 | Crickets                                                |                         | Shinji Aoyama         |                        |  |
| 2007 | Dolphine Blue                                           |                         | Tetsu Maeda           |                        |  |
| 2008 | Departures                                              | Sasaki                  | Yōjirō Takita         |                        |  |
| 2008 | Climber's High                                          | Shirakawa               | Masato Harada         |                        |  |
| 2008 | The Ramen Girl                                          |                         | Robert Allan Ackerman | film americano-japonez |  |
| 2009 | Kamui Gaiden                                            | narator                 | Yoichi Sai            |                        |  |
| 2010 | Space Battleship Yamato                                 | cpt. Jūzō Okita         | Takashi Yamazaki      |                        |  |
| 2011 | The Woodsman and the Rain                               |                         | Shūichi Okita         |                        |  |
| 2011 | The Wings of the Kirin                                  | Takamasa Kaga           | Nobuhiro Doi          | apariție specială      |  |
| 2012 | Hayabusa: The Long Voyage Home                          |                         | Tomoyuki Takimoto     |                        |  |
| 2013 | Shield of Straw                                         |                         | Takashi Miike         |                        |  |
| 2013 | Miracle Apples                                          |                         | Yoshihiro Nakamura    |                        |  |
| 2014 | As the Gods Will                                        | Shirokuma               | Takashi Miike         | voce                   |  |
| 2015 | The Emperor in August                                   | Kantarō Suzuki          | Masato Harada         |                        |  |
| 2015 | Kakekomi                                                | Takizawa Bakin          | Masato Harada         |                        |  |
| 2016 | The Actor                                               | Kotō                    | Satoko Yokohama       |                        |  |
| 2016 | The Magnificent Nine                                    |                         | Yoshihiro Nakamura    |                        |  |
| 2017 | Blade of the Immortal                                   | Kensui Ibane            | Takashi Miike         |                        |  |
| 2017 | Mumon: The Land of Stealth                              | Narrator                | Yoshihiro Nakamura    |                        |  |
| 2018 | The Crimes That Bind                                    | Takamasa Kaga           | Katsuo Fukuzawa       |                        |  |
| 2018 | Killing For The Prosecution                             | Yūma Shirakawa          | Masato Harada         |                        |  |
| 2018 | Mori, The Artist's Habitat                              | Morikazu „Mori” Kumagai | Shūichi Okita         | rol principal          |  |
| 2019 | A Long Goodbye                                          | Shōhei                  | Ryōta Nakano          | rol principal          |  |

### Seriale de televiziune
| An        | Titlu                              | Rol                 | Rețea               | Observații                    |
| --------- | ---------------------------------- | ------------------- | ------------------- | ----------------------------- |
| 1972      | Shin Heike Monogatari              | Tairano Tokitada    | NHK                 | serial istoric                |
| 1973      | Hissatsu Shiokinin                 | Nenbutsu nu Tetsu   | ABC, seria Hissatsu | rol principal                 |
| 1976-1977 | Hissatsu Karakurinin Kepuuhen      | Dozaemon            | ABC                 | rol principal, seria Hissatsu |
| 1978      | Shin Hissatsu Shiokinin            | Nenbutsu nu Tetsu   | ABC                 | seria Hissatsu                |
| 1995      | Kumokiri Nizaemon                  | Kumokiri Nizaemon   | CX                  | rol principal                 |
| 1995      | Clanul Abe                         | Abe Yaichi'emon     | CX                  | film TV                       |
| 1998      | Seikimatsu no Uta / Ultimul cântec | prof. Natsuo Momose | NTV                 |                               |
| 2001      | Gokenin Zankurō                    |                     | CX                  |                               |
| 2006      | Kurosagi                           | Katsuragi Toshio    | TBS                 |                               |
| 2014      | Roosevelt Game                     |                     | TBS                 |                               |
| 2014      | liderii                            | Isokichi Ōshima     | TBS                 | miniserial                    |
| 2018      | A de wa nai Kimi to                |                     | TX                  | film TV                       |

## Premii și distincții
| An   | Premiu                              | Categorie                         | Film                                                        | Rezultat     |
| ---- | ----------------------------------- | --------------------------------- | ----------------------------------------------------------- | ------------ |
| 1961 | Premiile Elanul de aur              | actorul debutant al anului        | el însuși                                                   | Câștigat     |
| 1980 | Premiile Academiei Japoneze de Film | cel mai bun actor în rol secundar | Yashagaike                                                  | Nominalizare |
| 1980 | Premiile Hochi                      | cel mai bun actor în rol secundar | Kagemusha                                                   | Câștigat     |
| 1981 | Premiile Kinema Junpo               | cel mai bun actor în rol secundar | Kagemusha                                                   | Câștigat     |
| 1985 | Premiile Academiei Japoneze de Film | cel mai bun actor                 | The Funeral, Farewell to the Ark                            | Câștigat     |
| 1985 | Premiile Kinema Junpo               | cel mai bun actor                 | The Funeral, Farewell to the Ark                            | Câștigat     |
| 1985 | Premiile Panglica Albastră          | cel mai bun actor                 | The Funeral, Farewell to the Ark                            | Câștigat     |
| 1985 | Premiile Mainichi                   | cel mai bun actor                 | The Funeral, Farewell to the Ark                            | Câștigat     |
| 1987 | Premiile Academiei Japoneze de Film | cel mai bun actor                 | A Taxing Woman                                              | Câștigat     |
| 1990 | Premiile Academiei Japoneze de Film | cel mai bun actor în rol secundar | Rikyu, Harimau, The Dancing Girl                            | Nominalizare |
| 1994 | Premiile Academiei Japoneze de Film | cel mai bun actor în rol secundar | We Are Not Alone                                            | Nominalizare |
| 2001 | Premiile Nikkan Sports              | cel mai bun actor în rol secundar | Go                                                          | Câștigat     |
| 2001 | Premiile Hochi                      | cel mai bun actor în rol secundar | Go, The Guys from Paradise, Jogakusei no Tomo               | Câștigat     |
| 2002 | Premiile Kinema Junpo               | cel mai bun actor în rol secundar | Go, The Guys from Paradise, Jogakusei no Tomo               | Câștigat     |
| 2002 | Festivalul de Film de la Yokohama   | cel mai bun actor în rol secundar | Go, The Guys from Paradise, Jogakusei no Tomo, Go Heat Man! | Câștigat     |
| 2002 | Premiile Academiei Japoneze de Film | cel mai bun actor în rol secundar | Go                                                          | Câștigat     |
| 2002 | Premiile Panglica Albastră          | cel mai bun actor în rol secundar | Go                                                          | Câștigat     |
| 2003 | Premiile Academiei Japoneze de Film | cel mai bun actor în rol secundar | Copycat Killer                                              | Nominalizare |
| 2009 | Premiile Academiei Japoneze de Film | cel mai bun actor în rol secundar | Departures                                                  | Câștigat     |
| 2009 | Premiile Tokyo Sports               | cel mai bun actor în rol secundar | Departures, Climber's High                                  | Câștigat     |
| 2018 | Premiile Hochi                      | cel mai bun actor                 | Mori, The Artist's Habitat                                  | Nominalizare |
| 2019 | Premiile Mainichi                   | cel mai bun actor                 | Mori, The Artist's Habitat                                  | Nominalizare |
| 2019 | Premiile Tokyo Sports               | cel mai bun actor                 | Mori, The Artist's Habitat                                  | Nominalizare |

| An   | Distincție                                                   |
| ---- | ------------------------------------------------------------ |
| 2000 | Medalia cu panglică violetă                                  |
| 2008 | Ordinul Soarelui Răsare, clasa a IV-a, raze de aur cu rozetă |

## Legături externe
- Tsutomu Yamazaki la Internet Movie Database
- Tsutomu Yamazaki pe Japanese Movie Database